# Artepakt
Študentska revija Artepakt je začela izhajati oktobra 2017. Ustvarjajo in oblikujejo jo študentje in študentke Slovenistike in Kulturne zgodovine Fakultete za humanistiko Univerze v Novi Gorici. Urednica revije je Anika Velišček, lektorica pa Ana Cukjati.
Dostopna je v Univerzitetni knjižnici Univerze v Novi Gorici v Rožni Dolini, Goriški knjižnici Franceta Bevka Nova Gorica, knjižnici Damir Feigel v Gorici (Italija), različnih dogodkih in prireditvah, na katerih prisostvujejo študentje in študentke Fakultete za humanistiko Univerze v Novi Gorici, in na spletu.

### Ime revije
Študentje na Fakulteti za humanistiko Univerze v Novi Gorici so ime revije izbrali sami. Ime Artepakt je nastalo zaradi grdega pisanja ene od študentk. V Slovarju novejšega besedja je zasledila geslo artefakt, ki se ji je zdelo zanimivo za ime revije. Ker pa je besedo grdo napisala in tako spremenila črko f v p, je nastal artepakt. Poleg tega je beseda artepakt sestavljena iz besed art ('umetnost'), ep ('literarna vrsta'), akt ('pojem v gledališču, filmu, likovni umetnosti') in pakt ('sporazum, pogodba, največkrat zgodovinska'). Pakt ima tudi metaforičen pomen, saj predstavlja revijo kot pakt študentk in študentov, da bodo sodelovali, ustvarjali, pisali, si pomagali in bili ustvarjalni.

## Rubrike
- Aktualno: aktualne tematike,
- Strokovno: natančna obravnava različnih tem (podlaga za tovrstne članke so seminarske naloge študentk in študentov Fakultete za humanistiko,
- Umetnost: prispevki, ki se dotikajo glasbe, filma, gledališča, plesa, likovne in spletne umetnosti ter literature,
- Pravopisne dileme: reševanje dilem jezikovnih uporabnikov,
- Škrabci: dogodki in zanimivosti, ki se dogajajo na Fakulteti za humanistiko (rubrika je dobila ime po Stanislavu Škrabcu, po katerem je bila poimenovana predhodnica Fakultete za humanistiko – imenovala se je Fakulteta za slovenske študije Stanislava Škrabca).